# Episodi di The Betty Hutton Show
La prima e unica stagione della serie televisiva The Betty Hutton Show è andata in onda negli Stati Uniti dal 1º ottobre 1959 al 5 maggio 1960 sulla CBS.
| nº | Titolo originale                | Prima TV USA     |
| -- | ------------------------------- | ---------------- |
| 1  | Goldie Crosses the Tracks       | 1º ottobre 1959  |
| 2  | Goldie and the 400              | 8 ottobre 1959   |
| 3  | Goldie Goes to a Dog Show       | 15 ottobre 1959  |
| 4  | Goldie Knots the Old School Tie | 22 ottobre 1959  |
| 5  | Who Killed Vaudeville?          | 29 ottobre 1959  |
| 6  | Goldie Goes Broke               | 5 novembre 1959  |
| 7  | Goldie's Playground             | 12 novembre 1959 |
| 8  | Nicky's First Love              | 19 novembre 1959 |
| 9  | Hollister's Mother              | 26 novembre 1959 |
| 10 | Art for Goldie's Sake           | 3 dicembre 1959  |
| 11 | Jenny                           | 17 dicembre 1959 |
| 12 | The Christmas Story             | 24 dicembre 1959 |
| 13 | Goldie Goes to Court            | 31 dicembre 1959 |
| 14 | Love Comes to Goldie            | 7 gennaio 1960   |
| 15 | Goldie's Birthday Party         | 14 gennaio 1960  |
| 16 | Roy Runs Away                   | 21 gennaio 1960  |
| 17 | Rock 'n' Roll                   | 28 gennaio 1960  |
| 18 | Goldie and the Tycoon           | 4 febbraio 1960  |
| 19 | Goldie Meets Betty Hutton       | 11 febbraio 1960 |
| 20 | Rosemary's Romance              | 18 febbraio 1960 |
| 21 | The Cold War                    | 25 febbraio 1960 |
| 22 | Goldie Gets Amnesia             | 3 marzo 1960     |
| 23 | The Seaton Story                | 10 marzo 1960    |
| 24 | Goldie Meets Mike               | 17 marzo 1960    |
| 25 | Daddy Goldie                    | 24 marzo 1960    |
| 26 | Gullible Goldie                 | 31 marzo 1960    |
| 27 | The School Bully                | 7 aprile 1960    |
| 28 | The Flashback Story             | 14 aprile 1960   |
| 29 | Goldie Without Men              | 28 aprile 1960   |
| 30 | Goldie on 'Face to Face'        | 5 maggio 1960    |

## Goldie Crosses the Tracks
- Prima televisiva: 1º ottobre 1959

### Trama
- Guest star:

## Goldie and the 400
- Prima televisiva: 8 ottobre 1959

### Trama
- Guest star: Arlette Clark (Madame Olga), Betty O'Hara (Harper), Vaughn Taylor (Mr. Feinbaum)

## Goldie Goes to a Dog Show
- Prima televisiva: 15 ottobre 1959

### Trama
- Guest star: Paulette Attie (ragazza), Scotty Morrow (ragazzo), Vernon Rich (giudice)

## Goldie Knots the Old School Tie
- Prima televisiva: 22 ottobre 1959

### Trama
- Guest star:

## Who Killed Vaudeville?
- Prima televisiva: 29 ottobre 1959

### Trama
- Guest star: Jules Munshin, Hanna Landy, Don Edmonds, Del Erickson, Milt Hamerman, Jay Strong

## Goldie Goes Broke
- Prima televisiva: 5 novembre 1959

### Trama
- Guest star: Joan Dupuis (Cynthia), Louis Towers (strillone), Jess Kirkpatrick (Sweeney), Amy Fields (Elizabeth), Hanna Landy (Cecile), Viola Harris (Saleslady)

## Goldie's Playground
- Prima televisiva: 12 novembre 1959

### Trama
- Guest star: Lewis Martin (Henderson), Cheerio Meredith (Mrs. Lowell), Hanley Stafford (Wendover)

## Nicky's First Love
- Prima televisiva: 19 novembre 1959

### Trama
- Guest star:

## Hollister's Mother
- Prima televisiva: 26 novembre 1959

### Trama
- Guest star: Stan Becker (Delivery Boy), Gerald Hamer (Sir John), Doris Lloyd (Mrs. Hollister), Barbara Morrison (Lady Cavanaugh)

## Art for Goldie's Sake
- Prima televisiva: 3 dicembre 1959

### Trama
- Guest star: Norma Varden (Zia Louise), Brett Pearson (Freddie), Alex Dimitri (Carlos)

## Jenny
- Prima televisiva: 17 dicembre 1959

### Trama
- Guest star: Candy Briskin (Jenny)

## The Christmas Story
- Prima televisiva: 24 dicembre 1959

### Trama
- Guest star:

## Goldie Goes to Court
- Prima televisiva: 31 dicembre 1959

### Trama
- Guest star:

## Love Comes to Goldie
- Prima televisiva: 7 gennaio 1960

### Trama
- Guest star: Cecil Elliott (Katherine), Maxwell Reed (Sebastian)

## Goldie's Birthday Party
- Prima televisiva: 14 gennaio 1960

### Trama
- Guest star:

## Roy Runs Away
- Prima televisiva: 21 gennaio 1960

### Trama
- Guest star: Darryl Richard (Steve), Stan Irwin (impiegato), William White (Cabby), Ralph Sanford (House Officer), Norma Varden (Zia Louise), Don Grady (Joey)

## Rock 'n' Roll
- Prima televisiva: 28 gennaio 1960

### Trama
- Guest star: Phil Harris (colonnello Barker)

## Goldie and the Tycoon
- Prima televisiva: 4 febbraio 1960

### Trama
- Guest star:

## Goldie Meets Betty Hutton
- Prima televisiva: 11 febbraio 1960

### Trama
- Guest star:

## Rosemary's Romance
- Prima televisiva: 18 febbraio 1960

### Trama
- Guest star: Herb Lurie, Jimmy Cross, Antony Carbone, Gerald Mohr (Miles Hamilton), Marvin Press (Harold Friedlehouse), Clark Ross (Room Clerk), Tom Vize

## The Cold War
- Prima televisiva: 25 febbraio 1960

### Trama
- Guest star: John Barclay (giudice), Paul Webber (Manager)

## Goldie Gets Amnesia
- Prima televisiva: 3 marzo 1960

### Trama
- Guest star: Antony Carbone (Jack the Knife), Joey Faye (Gumdrop), Ken Lynch (Ace Donovan), Manning Ross (Johnny Spots)

## The Seaton Story
- Prima televisiva: 10 marzo 1960

### Trama
- Guest star: Joyce Jameson (Beverly Bell), Antony Carbone (Al), Natalie Masters (segretario/a), Reed Howes (giudice)

## Goldie Meets Mike
- Prima televisiva: 17 marzo 1960

### Trama
- Guest star: Kim King (Chuck), Dennis Hopper (Mike), James Nolan (Sandy), Karyn Kupcinet (Doris), Juney Ellis (Miss Jones), Tracy Olsen (Nancy)

## Daddy Goldie
- Prima televisiva: 24 marzo 1960

### Trama
- Guest star: Ron Anton (Herbie), Fred Beir (dottore Bradley), Louis Towers (Jimmy)

## Gullible Goldie
- Prima televisiva: 31 marzo 1960

### Trama
- Guest star: Philip Phillips (Tommy), Shari Lee Bernath (Grinelda), Veronica Cartwright (Fake Foster Child), Victor Sutherland (Franklin Carter), Robert Emhardt (Mr. Bleeker), Ellen Corby (Mrs. Bleeker), Richard Correll (Fake Foster Child)

## The School Bully
- Prima televisiva: 7 aprile 1960

### Trama
- Guest star: John Indrisano (Gym Teacher), Patty Ann Gerrity (Mary Lou), Edward Werke (ragazzo), Terry Rangno (ragazzo), Bart Braverman (Howard Belt), Claudia Bryar (Miss Jones), Jeane Wood (Mrs. Belt)

## The Flashback Story
- Prima televisiva: 14 aprile 1960

### Trama
- Guest star:

## Goldie Without Men
- Prima televisiva: 28 aprile 1960

### Trama
- Guest star: Cesar Romero (Cesar Romero)

## Goldie on 'Face to Face'
- Prima televisiva: 5 maggio 1960

### Trama
- Guest star: William Bakewell (Fredericks), Richard Benedict (Alvin), Hanna Landy (Cecile)